# Кухаркі
Кухаркі (пол. Kucharki) — село в Польщі, у гміні Голухув Плешевського повіту Великопольського воєводства.
Населення — 305 осіб (2011).

## Демографія
Демографічна структура станом на 31 березня 2011 року:
|          | Загалом | Допрацездатний вік | Працездатний вік | Постпрацездатний вік |
| -------- | ------- | ------------------ | ---------------- | -------------------- |
| Чоловіки | 141     | 34                 | 93               | 14                   |
| Жінки    | 164     | 38                 | 90               | 36                   |
| Разом    | 305     | 72                 | 183              | 50                   |